# フランソワ＝コンスタン・ジレル
フランソワ＝コンスタン・ジレル（フランス語: François-Constant Girel, 1873年 - 1952年）は、フランスの映画技師。
ルイ・リュミエールに雇用され、アレクサンドル・プロミオにわずかに先んじて、各地に派遣される最初期の技師のひとりとなった。
「ドイツに派遣されたフランソワ＝コンスタン・ジレルは、移動の便宜のために小船を借り、その船上で撮影もして、眼前を過ぎてゆくライン川の河岸の様子を捉えた。リヨンの新聞は＜これはまったく新しい効果をもった眺めであり、ケルンへ向かう小船から撮影されたもので、有名なライン川の河岸を壮大なパノラマとして観ることができる＞と記した。」
ジレルは、映画の撮影や普及のために世界各地を旅行したが、とりわけロシアや日本に出向いたことが特筆される。
オーギュスト・リュミエールとリヨンの理工学校で同級生であった稲畑勝太郎は、リュミエール社からシネマトグラフの装置2台とフィルムを買い入れ、日本における興行権を取得するとともに、技師としてジレルを伴って、1897年に帰国し、日本で最初の映画の上映を実現した。ジレルは日本で映画の撮影もおこない、その多くは現像に不備があって失われたものの、18本の作品がリュミエール社のカタログに記載された。